# Julius Vermeulen

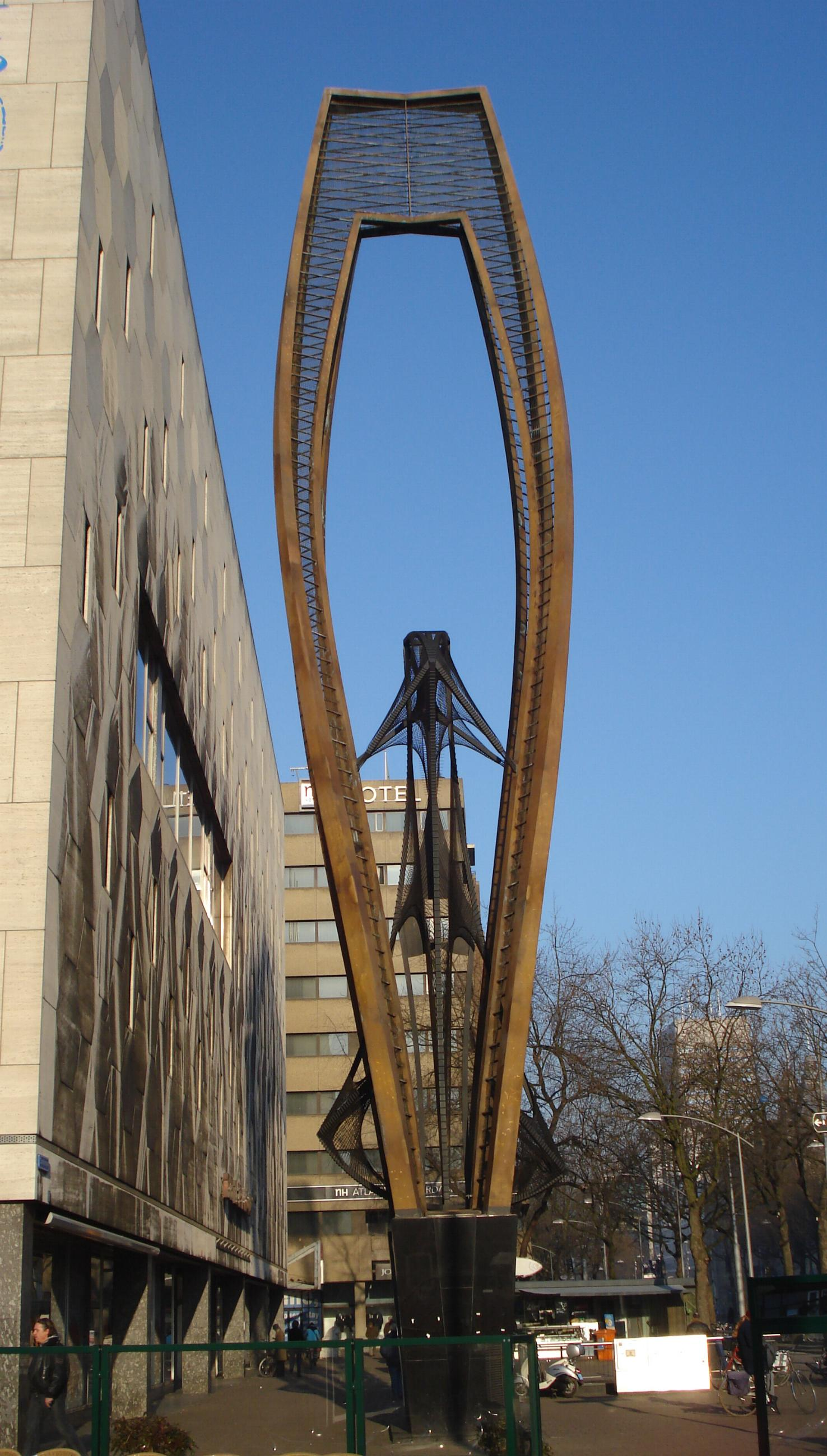
Werk van Naum Gabo dat Oxenaar en Vermeulen vertaalden naar een postzegel (foto 2008)

Julius Vermeulen (Amsterdam, 28 mei 1953 – aldaar, 1 februari 2024) was een Nederlands galeriehouder. 
Hij was zoon van grafisch ontwerper Jan Vermeulen en diens eerste vrouw dichter Janna Wolkers. Moeder was de zus van Jan Wolkers, vader ontwierp boekomslagen voor werken van Wolkers. Het echtpaar woonde aan het Sarphatipark 70. Het leverde een combinatie op van liefhebberijen in literatuur en grafische ontwerpen. Zelf werd hij levenspartner van boekontwerpster Irma Boom; hij ontmoette haar bij de Staatsuitgeverij.
Het zag er niet naar uit dat hij in de kunstwereld zijn brood ging verdienen. Hij zag een studie aan de ArtEZ Academie voor beeldende kunsten Arnhem waar vader docent was niet zitten en begon aan een opleiding autotechniek, waarbij hij een liefde voor Porsche ontwikkelde. Als tussendoorbaantje werkte hij ook enige tijd bij dierentuin Burgers' Zoo. 
De kunst kwam pas echt op gang na het overlijden van zijn vader in 1985. Hij begon toen wel aan de kunstacademie. Hij ging direct na aanvang van zijn studie werken bij de PTT bij de Dienst Esthetische Vormgeving dat onder leiding stond van Ootje Oxenaar. Vermeulen gaf daar onder leiding van Oxenaar en Marie Helene Cornips talloze opdrachten aan jonge kunstenaars voor ontwerpen voor artikelen die de PTT de wereld in bracht. Dat waren niet alleen postzegels, maar bijvoorbeeld ook telefoonkaarten. Daarbij was Vermeulen het scharnierpunt tussen wat de kunstenaar wilde laten zien en de wensen van de directie van het bedrijf. Samen met Oxenaar ontwierp Vermeulen ook postzegels, zoals in 1993 een drietal met historische vormgeving: op 70 cent (oplage 8 miljoen) stond het werk Belichaamde eenheid van Wessel Couzijn, op 80 cent (oplage 10 miljoen) stond Gronings werk van Per Kirkeby en op 160 cent (oplage 7 miljoen) werk van Naum Gabo.
Vermeulen vertrok bij de opvolger van de PTT PostNL en begon in 2017 een galerie onder de naam Galerie Eenwerk aan de Koninginneweg 176 te Amsterdam. Vermeulens en Booms beleving van de kunst is terug te vinden in het ontwerp van het geheel; architect was Barend Koolhaas (neef van Rem Koolhaas) en het voortuintje; hoe klein dan ook (6m2), werd ingericht in overleg met landschapsarchitect Piet Oudolf. Het gebouw werd een combinatie van architectuur en grafische vormgeving.
Hij liet in zijn galerie werken zien van gearriveerde kunstenaars, maar ook van beginnende. Hij begeleidde daarin de kunstenaars tot in het oneindige, sommige exposities vroegen meer dan een jaar voorbereiding, aldus Claudy Jongstra, de laatste die tijdens Vermeulens leven tentoonstelde. Zij gaf na zijn overlijden haar visie op zijn kunstkarakter:
Julius liet je heel geconcentreerd focussen, waar gaat het eigenlijk over?
Edo Dijksterhuis van de kunstredactie van Het Parool omschreef het als: 
hij maakte zich sterk voor een vertraagde kijkconcentratie in een vluchtige wereld.
Rem Koolhaas bevriend met zowel Vermeulen als Boom omschreef hem als
galeriehouder met een heel originele agenda